# Closterium laterale
Closterium laterale  là một loài Song tinh tảo trong họ Desmidiaceae, thuộc chi Closterium.